# Luigi Galvani

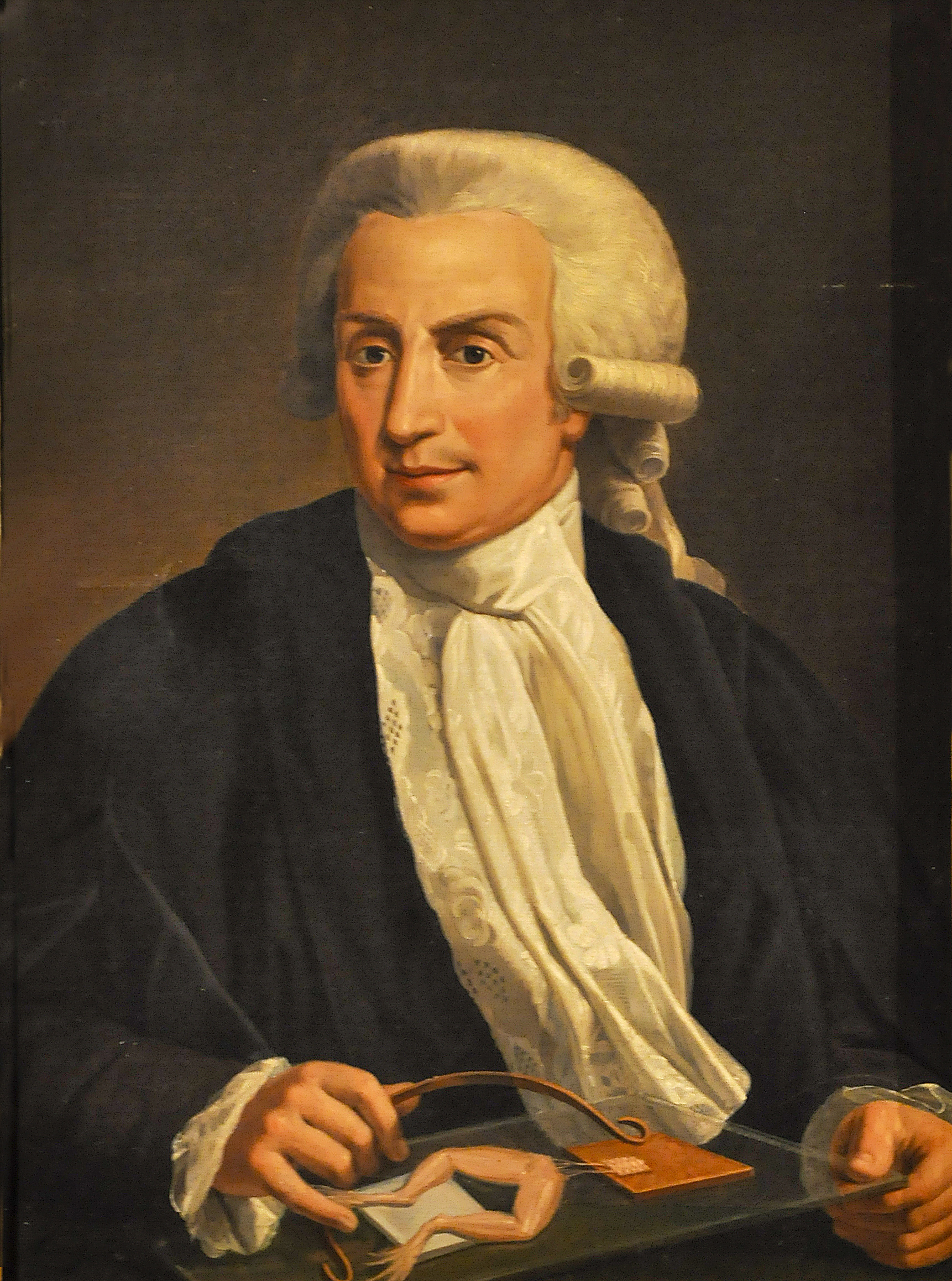
Luigi Galvani

Luigi Galvani (Bolonya, 9 de setembre de 1737 - 4 de desembre de 1798) fou un fisiòleg italià famós per les seves investigacions sobre els efectes de l'electricitat en els nervis i músculs dels animals.

## Biografia
Nascut a Bolonya, estudià allà medicina i més tard fou catedràtic d'anatomia. Descobrí accidentalment que la pota d'una granota es contreia al tocar-la amb un escalpel carregat elèctricament. Son nom segueix associant-se amb l'electricitat en els termes galvanisme, galvanòmetre i galvanització.
Gràcies als seus estudis sobre la relació entre l'electricitat i el sistema nerviós, fets amb experiments amb anques de granota, va poder veure un fenomen nou en observar que en contacte amb dos metalls amb càrrega elèctrica el múscul de la cuixa es contreia, era la primera observació experimental de la relació entre electricitat i moviment animat. Aquest descobriment fou la primera base de la comprensió del corrent elèctric. Però ell l'atribuí erròniament a l'«electricitat animal».
Luigi Galvani publicà De viribus electricitatis in motu musculari commentarius el 1791.
Amb el desenvolupament de la ciència de l’electricitat, va quedar clar que els camps elèctrics eren importants per a l’activitat neural, i potser per a la vida mateixa. Els primers estudis amb animals de Luigi Galvani i el treball posterior de Giovanni Aldini, en què connectava cadàvers humans a bateries elèctriques, van inspirar teories que descrivien el cervell com una xarxa de bateries connectades. I aquesta teoria va tenir influència en Mary Shelley quan va escriure la seva novel·la de 1818 Frankenstein o el Prometeu modern.